# Leaf (Digital Imaging)
Leaf war in der Vergangenheit nacheinander Teil der Unternehmen Scitex und Kodak, bis sie im Jahr 2009 als Leaf Imaging Ltd. von Phase One übernommen wurde. Leaf entwickelt und produziert Produkte für die professionelle digitale Fotografie. 1992 wurde die erste digitale Kamerarückwand für Mittelformatkameras (Leaf DCB1) auf den Markt gebracht. Die Auflösung dieses ersten Gerätes betrug 4 Millionen Pixel (MP), wohingegen aktuelle Produkte bis zu 80 MP erreichen.
Im September 2014 kündigte Leaf das Rückteil Leaf Credo 50 an, das bei 50 Megapixel Auflösung ein besonders großes Einstellungsspektrum mit Empfindlichkeiten bis ISO 6400 bietet. Der neue CMOS-Image-Prozessor verbesserte dabei die Liveview-Leistung gegenüber CCD-basierten Geräten erheblich und stellt einen Dynamikbereich von 14 Blendenstufen zur Verfügung.

## Produkte

### Digitale Kamerarückwände

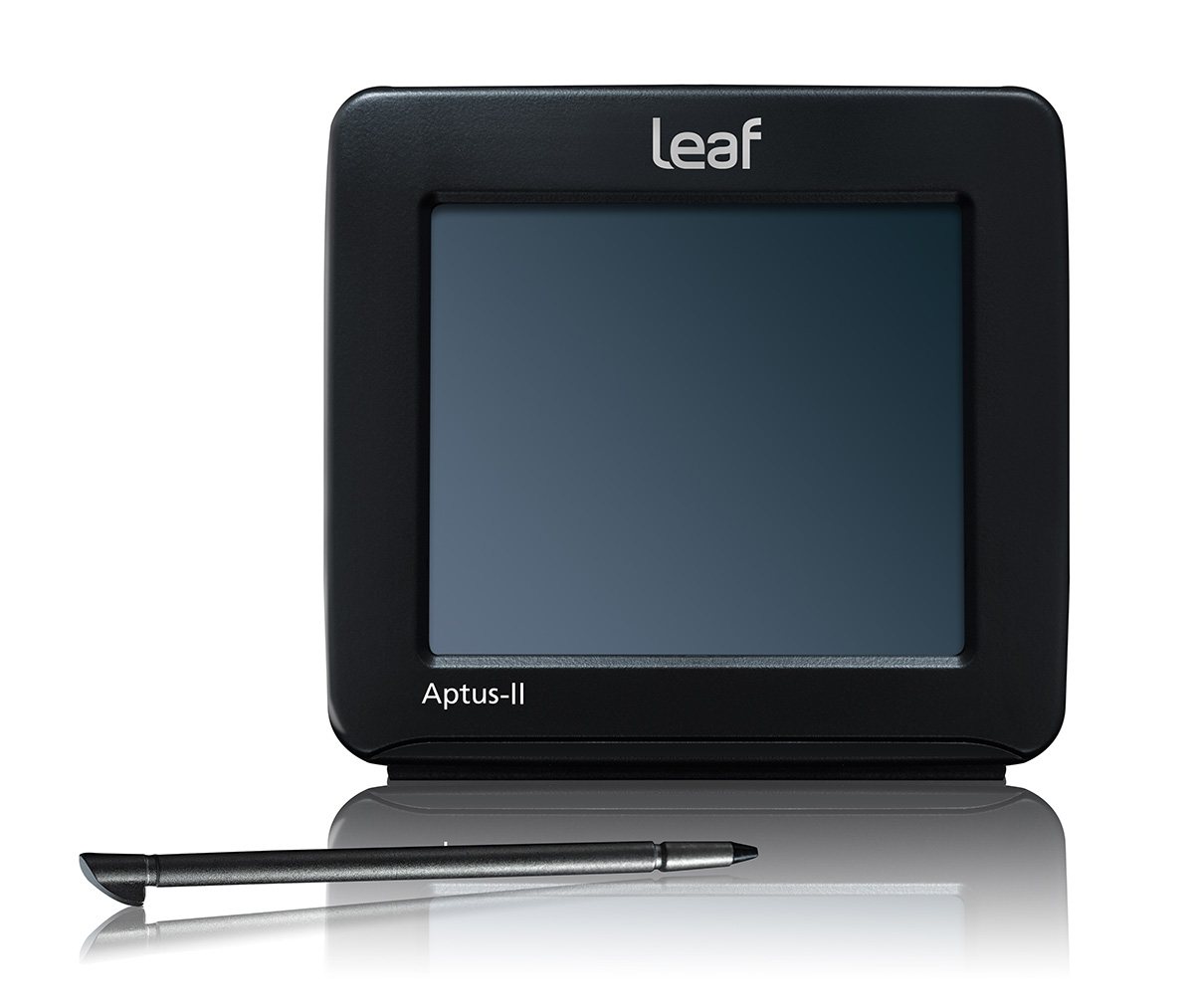
Leaf Aptus II

Die digitalen Aufnahmerückteile sind kompatibel mit zahlreichen Mittelformat- und Großformatkameras.
| Modell        | Bildpunkte           | Sensor-Größe   | Sensortyp |
| ------------- | -------------------- | -------------- | --------- |
| Leaf Credo 80 | 80 MP (10320 × 7752) | 53,7 × 40,3 mm | CCD       |
| Leaf Credo 60 | 60 MP (8984 × 6732)  | 53,9 × 40,4 mm | CCD       |
| Leaf Credo 50 | 50 MP (8280 × 6208)  | 44 × 33 mm     | CMOS      |
| Leaf Credo 40 | 40 MP (7320 × 5484)  | 43,9 × 32,9 mm | CCD       |

| Modell           | Bildpunkte           | CCD Größe      |
| ---------------- | -------------------- | -------------- |
| Leaf Aptus-II 12 | 80 MP (10320 × 7752) | 53,7 × 40,3 mm |
| Leaf Aptus-II 10 | 56 MP (9288 × 6000)  | 56 × 36 mm     |
| Leaf Aptus-II 8  | 40 MP (7312 X 5474)  | 44 × 33 mm     |
| Leaf Aptus-II 7  | 33 MP (6726 × 5040)  | 48 × 36 mm     |
| Leaf Aptus-II 6  | 28 MP (6144 × 4622)  | 44 × 33 mm     |
| Leaf Aptus-II 5  | 22 MP (5356 × 4056)  | 48 × 36 mm     |

| Modell        | Bildpunkte          | CCD Größe  |
| ------------- | ------------------- | ---------- |
| Leaf Aptus 75 | 33 MP (6726 × 5040) | 48 × 36 mm |
| Leaf Aptus 65 | 28 MP (6144 × 4622) | 44 × 33 mm |
| Leaf Aptus 22 | 22 MP (5356 × 4056) | 48 × 36 mm |

### Software
Leaf Capture v.11
Software zur Kamerakontrolle sowie zur Umwandlung von RAW-Dateien
- Objektiv-Kalibrierungsassistent
- Vergleichsansicht
- Kamerasteuerung
- Live-View für die Live-Erstellung von Bildkompositionen
- Wireless-Vorschau (HP iPAQ Pocket PC, Apple iPod Touch, Apple iPhone)
- benutzerdefinierte Raster und Overlays
- Regler für Farbtemperatur und Farbton
- Moiré-Entfernungstool